# Phacopina
Phacopina es un suborden de trilobites pertenecientes al orden Phacopida. El tórax de estos organismos constaba de entre 10 y 11 segmentos y poseían ojos compuestos de tipo esquizocroal. Este tipo de ojo solo se dio en este grupo de trilobites y no ha vuelto a surgir en ningún artrópodo.